# ヘンリー・クプラシュヴィリ

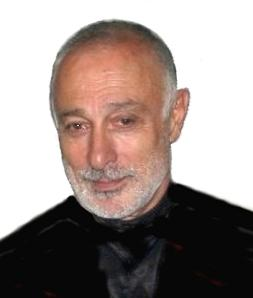
2006年

ヘンリー・クプラシュヴィリ（グルジア語: ჰენრი კუპრაშვილი、グルジア語ラテン翻字: Henri Kuprashvili、1946年9月13日 - ）は、ジョージア・ハシュリ出身で歴史家、ジャーナリスト、政治学者である。
グルジア式泳法でダーダネルス海峡横断のギネス記録を作った経験もあるスイマー。